# ブラックジャック・ランザ
ブラックジャック・ランザ（Blackjack Lanza、本名：John "Jack" Lanza、1935年10月14日 - 2021年12月8日）は、アメリカ合衆国のプロレスラー、ブッカー。ニューメキシコ州アルバカーキ出身。生年は1942年、出生地はミネソタ州ミネアポリスまたはテキサス州ラレドともされる。
現役選手時代はカウボーイ・ギミックのヒールとして、ブラックジャック・マリガンとのタッグチーム「ザ・ブラックジャックス」などで活躍した。引退後はWWEのプロデューサーとなって活動していた。

## 来歴
カウボーイの家系に育ち、学生時代はレスリングに熱中する一方、ロデオでも活躍。南部3州のロデオ大会で優勝したこともあるという。ドリー・ファンク・シニアにスカウトされ、バーン・ガニアのトレーニングを受けて1961年にプロレスラーとしてデビュー。
ミネソタ州ミネアポリスを本拠地とするAWAにおいて、カウボーイ・ジャック・ランザ（Cowboy Jack Lanza）をリングネームに西部の伊達男風のベビーフェイスとして売り出されていたが、1967年8月よりヒールに転向。ボビー・ヒーナンをマネージャーに従えブラックジャック・ランザ（Blackjack Lanza）と改名し、12月27日にインディアナ州インディアナポリスにてウイルバー・スナイダーからWWA世界ヘビー級王座を奪取。NWA圏のミズーリ州セントルイスではアーニー・ラッドとも抗争を展開。1969年には総本山のキール・オーディトリアムにおいて、2月7日にジン・キニスキー、6月14日にドリー・ファンク・ジュニアのNWA世界ヘビー級王座に挑戦した。
1971年、ビッグ・ボブ・ウインダムことブラックジャック・マリガンと黒ずくめのカウボーイ・コンビ、ザ・ブラックジャックス（The Blackjacks）を結成、同年11月6日にスナイダー&ポール・クリスティからWWA世界タッグ王座を奪取する。以降、同タッグ王座を巡り、WWAとAWAを股にかけて、ディック・ザ・ブルーザー&クラッシャー・リソワスキーの極道コンビと抗争を繰り広げた。シングルでの活動も続け、1973年上期にWWWFのペンシルベニアでの興行にブラックジャックスとして単発出場した後、同年下期より単身でWWWFに本格参戦し、ペドロ・モラレスのWWWFヘビー級王座に挑戦。10月15日にはニューヨークのマディソン・スクエア・ガーデンにてアンドレ・ザ・ジャイアントともシングルマッチで対戦している。
1974年はテキサス東部のNWAビッグタイム・レスリング（後のWCCW）に進出。マリガンとのブラックジャックスで同地区のタッグ戦線を席巻する一方、シングルでは10月にホセ・ロザリオからテキサス・ブラスナックル王座を奪取、12月にはフリッツ・フォン・エリックとアメリカン・ヘビー級王座を争った。ジャック・ブリスコが保持していたNWA世界ヘビー級王座にも、11月19日にダラス、12月27日にヒューストンにおいて挑戦している。

WWWFには1975年にもマリガンと共に参戦、8月26日にフィラデルフィアでドミニク・デヌーチとパット・バレットのチームを破り、WWWF世界タッグ王座を獲得した。シングルでも11月から12月にかけて、ブルーノ・サンマルチノのWWWFヘビー級王座に再三挑戦している。
1976年にブラックジャックスを解散してAWAに復帰、ボビー・ダンカンを新パートナーに同年7月23日、ブルーザー&クラッシャーからAWA世界タッグ王座を奪取。以降、翌1977年7月7日にグレッグ・ガニア&ジム・ブランゼルのハイ・フライヤーズに敗れるまで、レイ・スティーブンス&ラリー・ヘニング、モラレス&ピーター・メイビア、アンドレ&クラッシャー、バーン・ガニア&ビル・ロビンソンなどのチームを相手に防衛を続け、第32代チャンピオン・チームとして長期政権を築いた。AWAでは1978年にボブ・オートン・ジュニアともタッグを結成している。
1979年にはマネージャーのヒーナンと共に、AWAを追放されたというアングルのもと、ジム・バーネットの主宰するNWAジョージア地区のジョージア・チャンピオンシップ・レスリングに転戦、5月14日にボブ・アームストロングからTV王座を奪取した。4日後の5月18日、アトランタのオムニ・コロシアムで行われたジョージア・タッグ王座争奪トーナメントにはロン・バスと組んで出場、1回戦でアームストロング&ロバート・フラー、2回戦でダスティ・ローデス&ディック・スレーターを下して勝ち進んだが、準決勝でワフー・マクダニエル&トミー・リッチに敗れた。オムニ・コロシアムでは、同年9月21日にスタン・ハンセンともシングルマッチで対戦している。ジョージアではキラー・カール・コックスやマスクド・スーパースターなど現地のヒール勢と共闘、「ジョージア・ヒーナン・ファミリー」の一員として悪名を高めた。
1980年に体調を崩して一時リタイアした後、1983年に古巣のAWAで復帰。かつてと同様にヒールのポジションでジェシー・ベンチュラやケン・パテラと共闘し、NWAセントルイス地区ではキール・オーディトリアムにてデビッド・フォン・エリックやジェリー・ローラーとも対戦したが、同年秋にマネージャーのヒーナンと仲間割れ。これを機に、白いテンガロンハットとタキシード・ジャケットを身に着けたベビーフェイスに変身した。1984年3月4日にはイリノイ州シカゴにて、日本でAWA世界ヘビー級王座を奪取したジャンボ鶴田のアメリカでの初防衛戦の相手も務めており、この試合は日本でも中継されている。
AWAではフロント職のブッカーとしても才能を発揮し、「AWAの頭脳」とも評されたが、その手腕をビンス・マクマホンに見込まれ、1985年にロード・エージェントとしてWWFへ移籍。以降、パット・パターソンらと共にWWEの隆盛を裏方で支え続けた。2006年4月1日にはマリガンとのブラックジャックスでWWE殿堂に迎えられた。
2021年12月8日、86歳で死去。WWEも公式サイトで弔意を表明した。

### 日本との関わり
1966年7月、本名のジャック・ランザ名義で日本プロレスに初来日。同時参戦していたカール・ゴッチとのタッグやジャイアント馬場とのシングルマッチも行われた。ブラックジャック・ランザに改名後の1971年7月には、当時AWAと提携していた国際プロレスの『ビッグ・サマー・シリーズ』にマネージャーのヒーナンを帯同して来日。シリーズの外国人エースとして、最終戦の8月2日に東京の足立区体育館にて、ストロング小林のIWA世界ヘビー級王座に挑戦している。
3度目の来日となる1978年12月には、当時のAWA世界ヘビー級王者ニック・ボックウィンクルと共に、全日本プロレスの『世界最強タッグ決定リーグ戦』第1回大会にAWA代表チームとして参加した。ボックウィンクルとはヒーナン・ファミリーの盟友でもありチームワークは万全で、ファンの注目を集めていた現役世界王者の露払い役を務めた。NWA代表チームであるザ・ファンクスとの公式戦では、テリー・ファンクに十八番のブレーン・クローを決め、そのままリング外へ放り投げたこともあった。
以降は選手として来日することはなかったが、前述のように1984年3月4日、シカゴのローズモント・ホライズンにて、鶴田のAWA世界ヘビー級王座に挑戦したタイトルマッチが全日本プロレス中継にて放送された。
WWEのスタッフとなってからは、1991年3月30日に開催されたSWSとの合同興行『レッスル・フェスト in 東京ドーム』（メインイベントはハルク・ホーガン&天龍源一郎対リージョン・オブ・ドゥーム）や、1994年5月に行われたWWF初の単独日本遠征『マニア・ツアー』（ブレット・ハート、ジ・アンダーテイカー、ヨコズナらが参加）などに、現場の総責任者として来日している。『マニア・ツアー』では新崎人生の個性と才能に着目し、WWFとの契約を打診した。
相棒マリガンとのブラックジャックスとしての来日は、一度も実現することがなかった。日本での異名は、マリガンの「黒い猛牛」に対し、ランザは「黒い荒馬」と呼ばれていた。

### WWEでの重職
WWEでは1985年以来、プロデューサーとなって試合のストーリー構成や選手の管理業務に携わった。パターソンやトニー・ガレアのようなビンス・マクマホン・シニアの代からのブレインではない「外様」の幹部ではジェリー・ブリスコと並ぶ古株だった。戦力外と判断されれば選手同様に裏方の人間も頻繁に解雇されるWWEにあって長年要職を務め、マクマホンからは「会社を任せられる男」として全幅の信頼を寄せられていた。
歴代スーパースターからの信任も厚く、スティーブ・オースチンは自著でランザのことを「親父のような存在」などと評した。ランザはオースチンがリング・マスターのニックネームでWWF入りした1995年当時から目をかけ、専任エージェントとして彼の試合のほとんどのブックを手掛けた。ストーン・コールドのキャラクターで大ブレイクしてからも、オースチンはランザにアドバイスを仰いでいたという。
また、1997年にはマリガンの息子バリー・ウインダムとジャスティン・ブラッドショー（ジョン・レイフィールド）のニュー・ブラックジャックスのプロデュースも担当した。レイフィールドとは義理の叔父と甥の関係にある。

## 得意技
- テキサス・ブレーンバスター（Texas Brainbuster）
  - 投げ技のブレーンバスターではなく、ブラックジャックをはめた右拳を相手のこめかみにドリル状に押しつけてギブアップを奪う技。
- ブレーン・クロー
- ブルドッギング・ヘッドロック
- ダイビング・ニー・ドロップ
- コブラ・クラッチ

## 獲得タイトル
WWWF / WWE

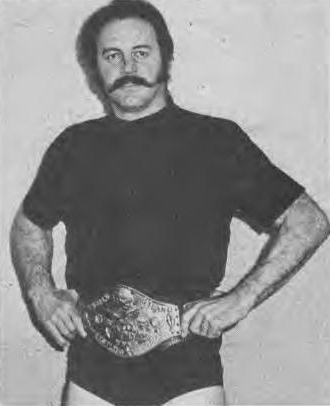
WWWF世界タッグ王者時代

- WWWF世界タッグ王座：1回（w / ブラックジャック・マリガン）[17][18]
- WWE殿堂：2006年度（w / ブラックジャック・マリガン）[29]

アメリカン・レスリング・アソシエーション
- AWA世界タッグ王座：1回（w / ボビー・ダンカン）[20]

ワールド・レスリング・アソシエーション（インディアナポリス）
- WWA世界ヘビー級王座：1回[8]
- WWA世界タッグ王座：1回（w / ブラックジャック・マリガン）[10]

NWAビッグタイム・レスリング
- NWAアメリカン・ヘビー級王座：1回[41]
- NWAアメリカン・タッグ王座：2回（w / ブラックジャック・マリガン）[42]
- NWAテキサス・タッグ王座：1回（w / ブラックジャック・マリガン）[43]
- NWAテキサス・ブラスナックル王座：3回[13]

ジョージア・チャンピオンシップ・レスリング
- NWAジョージアTV王座：1回[23]